# Giorgos Kyriakopoulos
Giorgos Kyriakopoulos (griechisch Γιώργος Κυριακόπουλος; * 5. Februar 1996 in Patras) ist ein griechischer Fußballspieler. Er steht bei Panathinaikos Athen unter Vertrag und ist griechischer Nationalspieler.

## Karriere

### Verein
Kyriakopoulos wurde in Patras geboren. Als Kind spielte er bis 2011 für Thyella Patras. Im Alter von 14 Jahren wechselte er zu Asteras Tripolis und war ein wichtiges Mitglied der U17- und U20-Teams des Vereins. Seinen ersten Profivertrag unterschrieb er 2013 bei Asteras Tripolis. Sein Debüt in der Super League gab er am 16. Februar 2014 bei einem 2:1-Heimsieg gegen PAOK Thessaloniki. Er spielte als Leihspieler in der zweiten Liga Griechenlands bei Ergotelis und PAS Lamia, bevor er 2017/2018 seinen Durchbruch bei Asteras machte.
Im September 2019 wechselte er auf Leihbasis nach Italien zu US Sassuolo Calcio. Sein Debüt in der Serie A absolvierte er am 3. November 2019 bei einem 2:2-Unentschieden gegen US Lecce. Im Juni 2020 zog Sassuolo offiziell die Kaufoption und verpflichtete den Außenverteidiger fest. Am 23. Mai 2021 erzielte Kyriakopoulos sein erstes Tor in der Serie A. Mit einem fulminanten Schuss aus 35 Metern eröffnete er am letzten Spieltag der Saison 2020/21 gegen Lazio Rom den ersten Treffer für Sassuilo bei einem 2:0-Heimsieg, wurde aber in der zweiten Halbzeit mit einer zweiten gelben Karte des Feldes verwiesen. Es war sein erstes Tor für den Verein in allen Wettbewerben.
Ende Januar 2023 wurde er bis zum Ende der Saison mit anschließender Kaufoption an Ligakonkurrenten FC Bologna ausgeliehen. Er bestritt 12 von 18 möglichen Ligaspielen für Bologna. Ab Anfang Mai 2023 wurde er nach einer Sperre nach zwei gelben Karte und anschließender Verletzung nicht mehr eingesetzt. Die Kaufoption wurde nicht ausgeübt.
Zunächst gehörte er wieder zum Kader von Sassuolo Calcio. Ohne ein Spiel für den Verein bestritten zu haben, wurde er Ende Juli 2023 für die Saison 2023/24 erneut mit anschließender Kaufoption wieder innerhalb der Liga, diesmal zum AC Monza ausgeliehen.

### Nationalmannschaft
Kyriakopoulos nahm an Jugendspieler mit seinem Heimatland an der U-19-Europameisterschaft 2015 teil. Sein Debüt in der Nationalmannschaft gab er am 7. Oktober 2020 in einem Freundschaftsspiel gegen Österreich.